# Медер, Пётр Владимирович
Пётр Владимирович Медер (1856 — 1919) — комендант Киевской крепости, генерал-лейтенант.

## Биография
Образование получил в 3-й Харьковской классичкой гимназии, по вероисповеданию — православный. На военной службе с 27 августа 1873. Окончил Чугуевское пехотное юнкерское училище и выпущен в Тамбовский 122-й пехотный полк. Участник русско-турецкой войны 1877—1878 годов, был ранен, состоял под покровительством Александровского комитета попечения о раненых. Старший адъютант штаба Харьковского военного округа с 11 января до 17 ноября 1881, затем помощник старшего адъютанта с 11 августа 1884 до 16 декабря 1888. Помощник старшего адъютанта штаба Киевского военного округа с 16 декабря 1888 до 18 ноября 1896, затем старший адъютант до 2 апреля 1904. Участник русско-японской войны 1904—1905 годов, дежурный штаб-офицер управления дежурного генерала 1-й Манчжурской армии со 2 апреля 1904 до 28 июля 1905. После чего назначен дежурным штаб-офицером управления дежурного генерала при главнокомандующем всеми сухопутными и морскими силами действующими против Японской империи до 3 марта 1906. Киевский комендант с 9 июня 1907, на 10 июля 1916 в том же чине и должности. Заключён в Косой капонир и расстрелян большевиками в Киеве в период между февралём и августом 1919.

## Военные чины
- прапорщик (старшинство 19 декабря 1876);
- подпоручик (старшинство 19 января 1879);
- поручик (старшинство 23 января 1881);
- штабс-капитан (производство в 1887, старшинство 30 августа 1887, за отличие);
- капитан (производство в 1889, старшинство 9 декабря 1889, за отличие);
- подполковник (производство в 1897, старшинство 26 февраля 1897, за отличие);
- полковник (производство в 1901, старшинство 17 октября 1901, за отличие);
- генерал-майор (производство в 1908, старшинство 13 апреля 1908, за отличие);
- генерал-лейтенант (производство 6 апреля 1914, старшинство в тот же день, за отличие).

## Награды
- орден Святой Анны 4-й степени (1877);
- орден Святой Анны 2-й степени (1896);
- орден Святого Владимира 4-й степени с бантом (1902);
- орден Святого Владимира 3-й степени с мечами (1905);
- орден Святого Станислава 1-й степени (1911);
- орден Святой Анны 1-й степени (22 апреля 1915);
- орден Святого Владимира 2-й степени (высочайший приказ 11 августа 1915).